# Jean-Marie Ehouzou

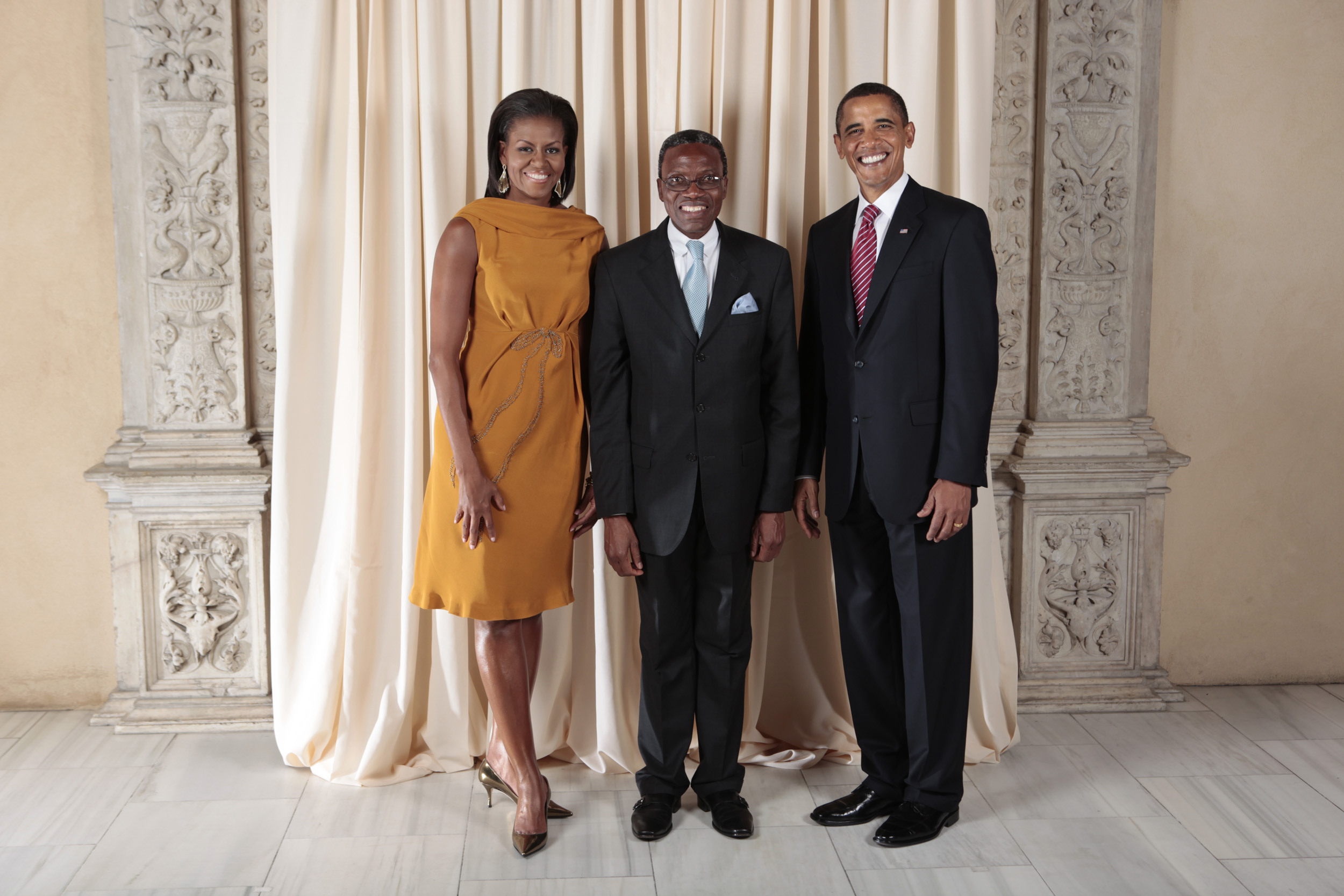
Jean-Marie Ehouzou (Mitte) mit Michelle und Barack Obama 2009

Jean-Marie Ehouzou (* September 1950) ist ein Diplomat und Politiker aus Benin.

## Biografie
Nach dem Eintritt in den Diplomatischen Dienst stieg er 1993 zum Stellvertretenden Direktor für Afrika und den Mittleren Osten sowie für Gemeinschaften im Außenministerium auf und war danach zwischen 1996 und 2000 Direktor für die Koordination auswärtiger Ressourcen im Ministerium für Planung, wirtschaftliche Umstrukturierung sowie Förderung der Beschäftigung. Anschließend kehrte er als Direktor für Internationale Organisationen ins Außenministerium zurück, ehe er von 2003 bis 2006 zum Botschafter in Äthiopien berufen wurde. Als solcher war er nicht nur zugleich in Kenia, Sudan und Dschibuti, sondern auch als Ständiger Vertreter bei der Afrikanischen Union sowie der UN-Wirtschaftskommission für Afrika in Addis Abeba akkreditiert.
Am 29. September 2006 wurde er vom neuen Präsidenten Boni Yayi zum Ständigen Vertreter bei den Vereinten Nationen in New York berufen.
Im Rahmen einer Kabinettsumbildung erfolgte am 22. Oktober 2008 seine Ernennung zum Minister für Auswärtige Angelegenheiten, Afrikanische Integration, Frankophonie und Beniner im Ausland im Kabinett von Präsident Yayi. Im Juli 2009 nahm er an einer Konferenz der Afrikanischen Union zur Gründung einer gemeinsamen Exektutivbehörde der Organisation in Surt (Libyen) teil und gab dazu als einziger Vertreter der beteiligten Staaten nach 15-stündigen Verhandlungen eine Pressekonferenz. Bei der Verhandlung wurde vereinbart, dass diese Exekutivbehörde weitaus weniger Zuständigkeiten haben wird als vom Gastgeber, dem libyschen Revolutionsführer Muammar al-Gaddafi, gefordert.
Im Mai 2011 wurde er als Außenminister von Nassirou Bako-Arifari abgelöst.